# Caroline Crachami
Caroline Crachami, född 1814, död 1824, var en siciliansk dvärg. Hon citeras ibland som världens kortaste människa hittills enligt undersökningar, endast 51 cm lång. När hon var nio år gammal kom hon till London, där hon uppvisades offentligt av sin "beskyddare", en man vid namn Gilligan, fram till sin död ett år senare, i juni 1824.
Till hennes fars stora förskräckelse försvann sedan Gilligan med flickans kropp, i förhoppning att sälja hennes kvarlevor till högstbjudande för anatomiska forskningar. Gilligan lämnade över hennes kropp till Everard Home, som gick med på att förevisa henne inför en grupp läkare vid Royal College of Surgeons. Hennes far fick reda på detta alltför sent för att lyckas stoppa att hennes kropp blev dissekerad. 